# Fernsehturm Uetliberg
Der Fernsehturm Uetliberg ist ein 187 Meter hoher Sendeturm aus Stahlbeton mit einem Stahlturm-Aufsatz auf dem Uetliberg bei Zürich. Der Fernsehturm dient der Swisscom Broadcast zur Verbreitung von Radio- und Fernsehprogrammen in der Region Zürich und ist für die Öffentlichkeit normalerweise nicht zugänglich – Führungen sind auf Voranmeldung möglich. Darüber hinaus übernimmt der Turm Richtfunkverbindungen für Fernsehprogrammzuführung, Betriebsfunk und Dienste für GSM und dient dem Bundesamt für Meteorologie und Klimatologie als Messstation.

## Lage
Der Fernsehturm Uetliberg steht auf dem gleichnamigen Berg auf einer Höhe von 854 m ü. M. auf dem Gebiet der Stadt Zürich. Benachbart sind ein Hotel und der 72 Meter hohe Aussichtsturm Uetliberg. Die ungleich hohen Türme bilden eine markante Landmarke auf dem Zürcher Hausberg.

## Geschichte

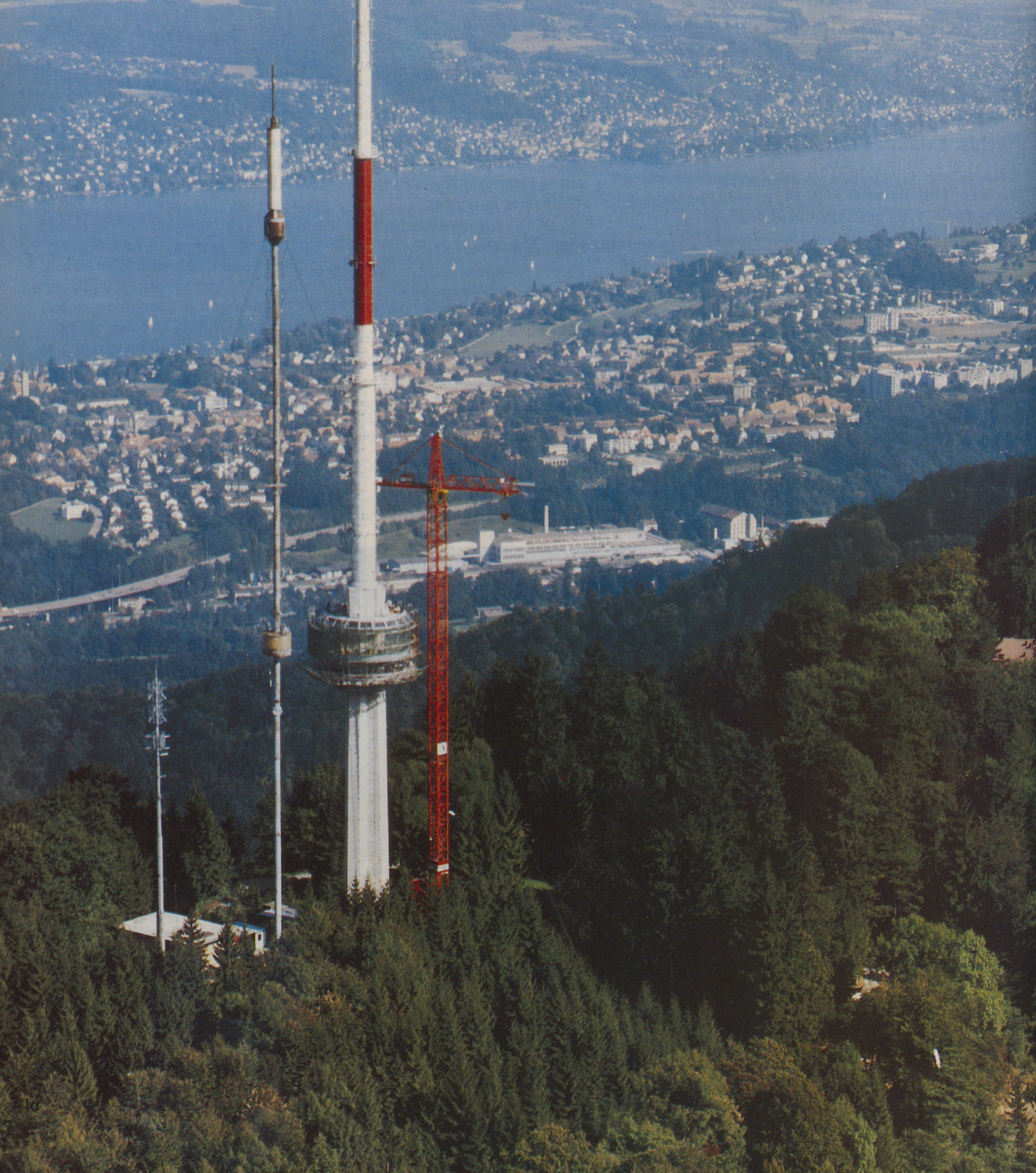
Luftaufnahme von 1990. Der neue Sendeturm ist fast fertig gestellt, und der alte Turm steht noch.

Der Vorgängerbau des heutigen Sendeturms auf dem Uetliberg wurde 1953 für die ersten Fernsehübertragungen in der Schweiz erbaut und hatte eine Höhe von 75 Metern. Bereits 1956 erfolgte die Inbetriebnahme des ersten UKW-Radiosenders (DRS 2) und der ersten drahtlosen Telefonieverbindung in der Schweiz. Der zweite UKW-Sender (DRS 1) folgte 1964 und die Fernsehprogramme TSR und TSI im Jahr 1969. Nur fünf Jahre später folgte ein Neubau. 1968 wurde der Turm auf 132 Meter erhöht und 1983 durch einen 50 Meter hohen Zusatzturm für die Lokalsender Radio 24 und Energy Zürich (damals Radio Z) sowie für den staatlichen Sender DRS 3 ergänzt.
1987 war der Baubeginn des neuen Turmes, der im Mai 1990 seinen Betrieb aufgenommen hat. Die Baukosten betrugen rund elf Millionen Schweizer Franken. 1999 war die Inbetriebnahme von Digital Audio Broadcasting und im Jahr 2003 erfolgte die Installation der GSM-Anlage. In der Nacht zum 26. Mai 2004 wurde ein Brandanschlag auf den Sendeturm verübt. Der Schwelbrand verursachte einen Millionenschaden und führte zu einer Sendeunterbrechung der beiden staatlichen Schweizer Fernsehprogramme. Nachdem 2006 auch die Ausstrahlung des digitalen Fernsehens (DVB-T) aufgenommen wurde, schaltete man das analoge Fernsehprogramm 2007 ab. Ein Jahr später ging das Digital Video Broadcasting-Handheld in Betrieb. Der DVB-H Betrieb wurde am 23. März 2010 beendet, der DVB-T Betrieb am 3. Juni 2019. Am 31. Dezember 2024, um Mitternacht, wurde die UKW-Ausstrahlung der SRG-Programme eingestellt.

## Beschreibung

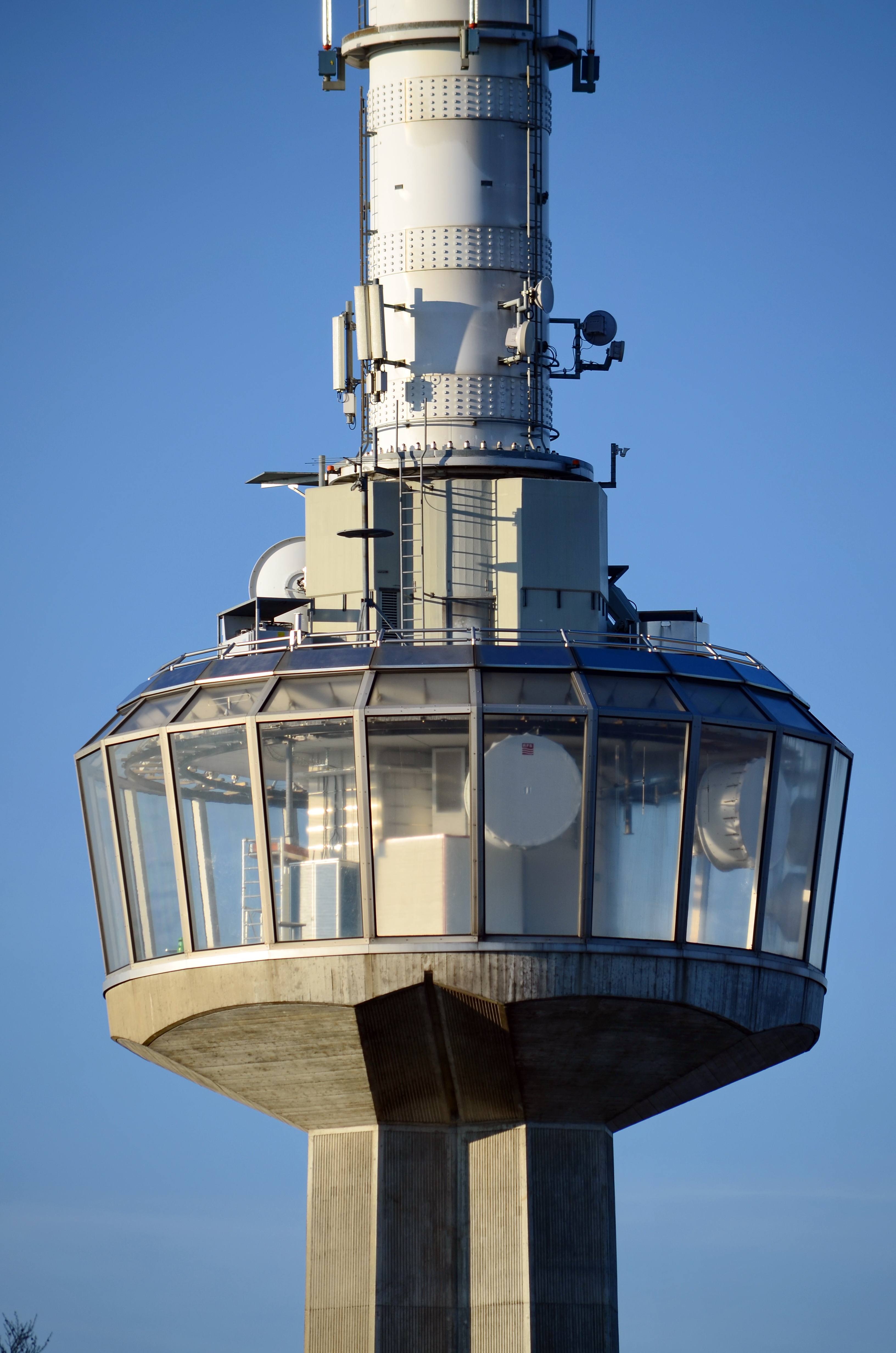
Im Inneren des Turmkorbs erkennt man die Richtfunkantennen.

Das 11 Meter tiefe Fundament mit einem Durchmesser von 16 Metern wiegt 2250 Tonnen, der Betonschaft 2050, der Stahlaufsatz 240 und die GFK-Spitze 6 Tonnen. Im unterirdischen Keller befinden sich Räume für Telekommunikationsanlagen. Die Gesamthöhe von 186,7 Metern unterteilt sich in einen dreistrahligen Betonschaft mit 55.2, einen Stahlrohraufsatz von 111 und einen obersten Teil aus GFK mit 20,5 Meter Länge. Der Durchmesser des Stahlrohraufsatzes verjüngt sich von 3.2 auf 1,6 Meter.
Auf 46,4 Meter Höhe befindet sich eine eingeschossige Betriebskanzel, deren Fassade mit Polycarbonat-Scheiben verkleidet ist. Der Turmkorb hat die Form eines umgekehrten Kegelstumpfs, der sich von 13,95 auf 12,80 Meter verjüngt. Im Stahlbeton wurden rund 140 Tonnen Stahlarmierung verarbeitet. Ausserdem enthält der Turm 54 Kilometer Vorspanndraht mit 7 Millimeter Durchmesser. Das Gesamtgewicht beträgt rund 4550 Tonnen.
Bei der angenommenen maximalen Windgeschwindigkeit von 220 Kilometern pro Stunde schwankt die Spitze bis zu 2,2 Meter von der Senkrechten. Die Ingenieure und Architekten kamen von Schindler & Schindler, Zürich (heute Schindler & Partner), die Bauausführung oblag dem Unternehmen Brunner Erben.

## Reichweite und Leistung
Der Fernsehturm Uetliberg deckt den Grossraum Zürich, das Limmattal, das Knonaueramt und Teile des Glatttals ab. Zum geringeren Teil werden auch Ortschaften des Zürcher Oberlandes in Richtung Effretikon mit der Sendeleistung versorgt. Die Antennenleistung variiert je zwischen 10 Watt und 55 Kilowatt. Der Energieverbrauch der Anlage liegt bei über 700.000 Kilowattstunden im Jahr. Über die Sendeanlage in Felsenegg bestehen Richtfunkverbindungen zu acht Sendeanlagen in der Schweiz und zu einer in Deutschland.

## Frequenzen und Programme

### Analoger Hörfunk (UKW)
Der Uetlibergturm strahlt fünf Radioprogramme ab.
| Frequenz (MHz) | Programm      | RDS PS                     | RDS PI | Regionalisierung | ERP (kW) | Antennendiagramm rund (ND)/gerichtet (D) | Polarisation horizontal (H)/vertikal (V) |
| -------------- | ------------- | -------------------------- | ------ | ---------------- | -------- | ---------------------------------------- | ---------------------------------------- |
| 93,6           | Radio 1       | RADIO_1_                   | 4F38   | -                | 0,75     | ND                                       | H/V                                      |
| 97,5           | Radio LoRa    | LORA____                   | 4001   | –                | 1        | ND                                       | H/V                                      |
| 100,9          | Energy Zürich | _Radio__/_Energy_/Zuerich_ | 4F13   | –                | 1        | ND                                       | H/V                                      |
| 102,8          | Radio 24      | RADIO_24                   | 4F15   | –                | 1        | ND                                       | H/V                                      |
| 106,7          | Radio Zürisee | ZUERISEE                   | 4F14   | –                | 1        | ND                                       | H/V                                      |

### Digitales Radio (DAB)
DAB wird in vertikaler Polarisation und im Gleichwellenbetrieb mit anderen Sendern ausgestrahlt.
| Block                    | Programme | ERP (in kW) | Antennendiagramm rund (ND), gerichtet (D) | Gleichwellennetz (SFN) |
| ------------------------ | --- | ----------- | ----------------------------------------- | --- |
| 7D SMC D02 SUI0006F      | DAB-Block der SwissMediaCast: - Rete Tre (64 kbit/s DAB+) - Radio Eviva (64 kbit/s DAB+) - Radio Life Channel (64 kbit/s DAB+) - Energy Zürich (64 kbit/s DAB+) - Energy Basel (64 kbit/s DAB+) - Energy Bern (64 kbit/s DAB+) - Radio Maria (64 kbit/s DAB+) - Radio Argovia (64 kbit/s DAB+) - Radio Top (64 kbit/s DAB+) - Radio Central (64 kbit/s DAB+) - Radio 24 (64 kbit/s DAB+) - ERF Plus (64 kbit/s DAB+) - Radio Zürisee (64 kbit/s DAB+) - Radio Pilatus (64 kbit/s DAB+) - Vintage Radio (64 kbit/s DAB+) - Flashback FM (64 kbit/s DAB+) - Radio Central 2 (64 kbit/s DAB+) - Radio Melody (64 kbit/s DAB+)                                    | 5           | ND                                        | - Aargau: Baden-Freienwil (Hörndli), Frick (Frickberg), Villigen (Geissberg), Wasserflue - Appenzell Ausserrhoden: Herisau (Ramsen), Schwellbrunn (Fuchsacker), Wildhaus (Säntis) - Bern: Adelboden (Wintertal), Adlemsried, Bern (Bantiger), Biel (Bözingenberg), Diemtigen (ufem Chrütz), Burgdorf-Oberburg (Rothöchi), Geissholz, Höfen (Beisseren), Huttwil (Hohfuren), Kandersteg (Büel), Langnau i.E. (Hirschmatt), Lauterbrunnen (Männlichen), Lenk-Metschstand (Hahnenmoos), Matten (Chlyne Ruuge), Saanen (Hornfluh), Zweisimmen (Heimersberg-Hüppiweid) - Basel-Land: Nenzlingen (Eggflue), Sissach (Metzenholden) - Basel-Stadt: Basel (St. Chrischona) - Freiburg: Fribourg (Hôpital) - Glarus: Engi (Lindenbodenberg), Linthal-Braunwald (Nussbüel-Schleimen), Sool (Trogsite) - Graubünden: Arosa-Dorf (Hinterwald), Davos-Dischma (Dorfberg), Klosters (Gotschnagrat), Medel-Curaglia (Vergera), Mon (Scarnoz), Morissen (San Carli), Trun (Axenstein 411), Valzeina (Mittagplatte), Versam (Uaul Scardanal) - Luzern: Geuensee (Höchweidwald), Schüpfheim (Vöglisbergegg), Sörenberg (Rischli), Willisau (Ankenloch) - Nidwalden: Engelberg-Wolfenschiessen (Stöck) - St. Gallen: Rüthi (Bismer), St. Gallen (Chirchli Peter und Paul), Strichboden, Wattwil (Chapf), Ziegelbrücke (Biberlichopf) - Schaffhausen: Altdorf (Ried), Osterfingen (Rossberg), Schaffhausen (Cholfirst), Schleitheim (Mattenhof-Birbiste) - Solothurn: Balsthal (Erzmatt), Olten (Engelberg), Solothurn-Oberdorf (Nesselboden) - Schwyz: Einsiedeln (Chummerweid), Oberiberg (Gadenstatt), Rigi (Kulm) - Thurgau: Bischofszell Sitterdorf (Pierchäller), Mammern (Seehalde), Sirnach (Sirnachberg Bärgholz), Weiningen (Haslibuck) - Uri: Amsteg-Gurtnellen (Unter Axeli), Andermatt (Bäzberg), Attinghausen (Schiltwald) - Zürich: Bülach (Eschenmosen), Bachtel Kulm, Steg-Fischenthal (Waldsberg), Winterthur (Brüelberg), Zürich (Uetliberg), Zürich (Zürichberg) - Deutschland: Bad Säckingen (Eggberg), Konstanz (Fernmeldeamt), Waldshut (Aarberg), Hohentengen (Wannenberg) - Österreich: Bregenz (Pfänder) |
| 7A SMC D03 N-CH SUI0002B | DAB-Block der SwissMediaCast: - Couleur 3 (64 kbit/s DAB+) - Option Musique (64 kbit/s DAB+) - Swiss Classic (64 kbit/s DAB+) - Swiss Jazz (64 kbit/s DAB+) - Radio 1 (64 kbit/s DAB+) - Sunshine Radio (64 kbit/s DAB+) - Basilisk (64 kbit/s DAB+) - Radio Gloria (64 kbit/s DAB+) - Freundes-Dienst (64 kbit/s DAB+) - Rockit Radio (64 kbit/s DAB+) - Radio Grischa (64 kbit/s DAB+) - Virgin Rock (64 kbit/s DAB+) - GOAT Radio (64 kbit/s DAB+) - Radio FM1 (64 kbit/s DAB+) - Energy Luzern (64 kbit/s DAB+) - Schlagerradio (64 kbit/s DAB+) - Klassik Radio (64 kbit/s DAB+) - Thaalam Thamil 1 (64 kbit/s DAB+) - Sunshine Live CH (64 kbit/s DAB+) | 4,7         | ND                                        | - Aargau: Baden-Freienwil (Hörndli), Frick (Frickberg), Villigen (Geissberg), Wasserflue - Basel-Land: Läufelfingen, Nenzlingen (Eggflue), Sissach (Metzenholden), Waldenburg (Richtiflu), Ziefen (Chöpfli) - Basel-Stadt: Basel (St. Chrischona) - Glarus: Engi (Lindenbodenberg), Linthal-Braunwald, Sool (Trogsite) - Graubünden: Valzeina (Mittagsplatte) - Luzern: Escholzmatt-Wiggen (Mittlist Äbnit), Geuensee (Höchweidwald), Schüpfheim (Vöglisbergegg), Sörenberg (Rischli), Willisau (Ankenloch) - Obwalden: Engelberg-Wolfenschiessen (Stöck) - Schaffhausen: Osterfingen (Rossberg) - Schwyz: Einsiedeln (Chummerweid), Oberiberg (Gadenstatt), Rigi (Kulm) - Solothurn: Olten (Engelberg) - St. Gallen: Ziegelbrücke (Biberlichopf) - Thurgau: Elgg (Schneitberg) - Uri: Amsteg-Gurtnellen (Unter Axeli), Andermatt (Bäzberg), Attinghausen (Schiltwald) - Zürich: Bachtel-Kulm, Bülach (Eschenmosen), Steg-Fischenthal (Waldsberg), Wildberg (Tössegg), Winterthur (Brüelberg), Zürich (Uetliberg), Zürich (Zürichberg) - Deutschland [bwü]: Eggberg, Waldshut (Aarberg), Wannenberg |
| 12C SRG SSR D01 SUI0006A | DAB-Block der SRG SSR idée suisse: - Radio SRF 1 AG SO+ (64 kbit/s DAB+) - Radio SRF 1 BE FR VS+ (64 kbit/s DAB+) - Radio SRF 1 BS+ (64 kbit/s DAB+) - Radio SRF 1 GR+ (64 kbit/s DAB+) - Radio SRF 1 LU+ (64 kbit/s DAB+) - Radio SRF 1 SG+ (64 kbit/s DAB+) - Radio SRF 1 ZH SH+ (64 kbit/s DAB+) - Radio SRF 2 Kultur+ (96 kbit/s DAB+) - Radio SRF 3+ (72 kbit/s DAB+) - Radio SRF 4 News+ (56 kbit/s DAB+) - Radio SRF Musikwelle+ (72 kbit/s DAB+) - Radio SRF Virus+ (72 kbit/s DAB+) - RSI Rete Uno+ (72 kbit/s DAB+) - RTS Première (72 kbit/s DAB+) - Radio Rumantsch+ (72 kbit/s DAB+) - Radio Swiss Pop+ (64 kbit/s DAB+)                         | 31,6        | D (270–190°)                              | - Aargau: Baden-Freienwil (Hörndli), Frick (Frickberg), Hellikon, Möriken-Wildegg (Chestenberg), Reuenthal (Ried), Rietheim, Villigen (Geissberg), Wasserflue - Appenzell Ausserrhoden: Herisau (Ramsen), Wildhaus (Säntis) - Basel-Land: Langenbruck, Läufelfingen, Liestal (Seltisberg), Nenzlingen (Eggflue), Sissach (Metzenholden), Waldenburg (Richtiflu), Ziefen (Chöpfli) - Basel-Stadt: Basel (St. Chrischona) - Bern: Adelboden (Wintertal), Bern (Bantiger), Biel-Magglingen (Evilard Hohmatt), Boltigen (Jaunpass chline Bäder), Brienz (Wellenberg), Burgdorf-Oberburg (Rothöchi), Chasseral, Diemtigen,(Zwischenflüh), Dornegg (Rütschelen), Eggiwil (Hinterer Girsgrat), Gadmen-Hopflauenen (Hopflauiwald), Heimenschwand (Buchholterberg Schafegg), Höfen (Beisseren), Ins (Schaltenrain-Fürstengräber), Kandersteg (Büel), Konolfingen (Neuhaus), Langnau im Emmental (Hirschmatt), Lauterbrunnen (Männlichen), Lenk-Metschstand (Hahnenmoos), Niederhorn, Saanen (Hornfluh), Wyssachen (Mösli), Zweisimmen (Heimersberg-Hüppiweid) - Freiburg: Flamatt (Sonnhalde Silo), Guggisberg (Gusteren Zollhaus), Gurmels (Cordast) - Glarus: Engi (Lindenbodenberg), Glarus (Bergli), Linthal-Braunwald (Nussbüel-Schleimen) - Graubünden: Valzeina (Mittagplatte) - Luzern: Escholzmatt (Wiggen Mittlist Äbnit), Geuensee (Höchweidwald), Schüpfheim (Vöglisbergegg), Sörenberg (Rischli), Willisau (Aegerten), Wolhusen - Nidwalden: Engelberg-Wolfenschiessen (Stöck) - Obwalden: Sarnen-Obstalden (Moosacher) - Schaffhausen: Altdorf, Bargen, Schaffhausen (Cholfirst), Schleitheim (Mattenhof-Birbiste), Thayngen (Wippel) - Schwyz: Einsiedeln (Chummerweid), Oberiberg (Gadenstatt), Rigi (Kulm) - Solothurn: Balsthal (Erzmatt), Grindel (Moretchopf), Mümliswil (Regenrain), Olten (Engelberg), Rodersdorf (Grundacker), Solothurn-Oberdorf (Nesselboden), Welschenrohr (Räckholderhube) - St. Gallen: Rüthi (Bismer), St. Gallen (Chirchli Peter und Paul), Mels-Weisstannen (Eggli), Pfäfers-Vättis (Vättnerberg-Geisegg), Rorschach, Wattwil (Chapf), Ziegelbrücke (Biberlichopf) - Thurgau: Bischofszell Sitterdorf (Pierchäller), Elgg (Schneitberg), Fischingen-Dussnang (Tolebärg), Mammern (Seehalde), Ottenberg, Sirnach (Sirnachberg Bärgholz), Weiningen (Haslibuck) - Uri: Andermatt (Bäzberg), Andermatt (Nätschen), Attinghausen (Schiltwald), Spiringen-Bürglen (Eggenbergli) - Wallis: Binn (Giesse), Ferden (Färdaried), Feschel (Wilerzälg), Gondo (Alpje), Leukerbad (Bodmen), Saas-Fee (Plattjen), Visperterminen (Gebidem), Zermatt (Riffelalp), Zwischbergen-Simplon (Feerberg) - Zürich: Bachtel Kulm, Bülach (Eschenmosen), Steg-Fischenthal (Waldsberg), Wildberg (Egg Drifurri), Winterthur (Brüelberg), Zürich (Uetliberg), Zürich (Zürichberg) - Deutschland: Bad Säckingen (Eggberg), Konstanz (Fernmeldeamt), Hohentengen (Wannenberg) - Österreich: Bregenz (Pfänder) |

## Ehemalige Frequenzen und Programme

### Analoger Hörfunk (UKW)
Die UKW-Ausstrahlung der SRG-Programme wurde am 31. Dezember 2024 beendet.
| Frequenz (MHz) | Programm           | RDS PS            | RDS PI                | Regionalisierung    | ERP (kW) | Antennendiagramm rund (ND)/gerichtet (D) | Polarisation horizontal (H)/vertikal (V) |
| -------------- | ------------------ | ----------------- | --------------------- | ------------------- | -------- | ---------------------------------------- | ---------------------------------------- |
| 94,6           | Radio SRF 1        | SRF_1_ZH _SRF_1__ | 48B1 (regional), 43B1 | Zürich/Schaffhausen | 1,8      | D (270–170°)                             | H                                        |
| 99,6           | Radio SRF 2 Kultur | _SRF_2__/_Kultur_ | 43B2                  | –                   | 0,7      | D                                        | H                                        |
| 105,8          | Radio SRF 3        | _SRF_3__          | 43B3                  | –                   | 1,8      | D (60–170°, 350–10°)                     | H                                        |

### Analoges Fernsehen (PAL)
Vor der Umstellung auf DVB-T diente der Sendestandort für analoges Fernsehen:
| Kanal | Frequenz (MHz) | Programm | ERP (kW) | Sendediagramm rund (ND)/ gerichtet (D) | Polarisation horizontal (H)/ vertikal (V) |
| ----- | -------------- | -------- | -------- | -------------------------------------- | ----------------------------------------- |
| 3     | 55,25          | SF 1     | 74,1     | D                                      | H                                         |
| 23    | 487,25         | TSR 1    | 105,9    | ND                                     | H                                         |
| 26    | 511,25         | SF zwei  | 105,9    | ND                                     | H                                         |

### Digitales Fernsehen (DVB-T)
Zwischen dem 15. Mai 2006 und dem 3. Juni 2019 strahlte der Sender Uetliberg ein DVB-T-Signal aus.
| Kanal | Frequenz (in MHz) | Multiplex | Programme im Multiplex                            | ERP (in kW) | Antennen- diagramm rund (ND) / gerichtet (D) | Polarisation horizontal (H) / vertikal (V) |
| ----- | ----------------- | --------- | ------------------------------------------------- | ----------- | -------------------------------------------- | ------------------------------------------ |
| 32    | 562               | SRG D01   | - SRF 1 - SRF zwei - SRF info - RTS Un - RSI LA 1 | 44,9        | ND                                           | V                                          |